# Califórnia
Califórnia este un oraș în Paraná (PR), Brazilia.